# 517 км
517 км — населённый пункт (тип: разъезд) в Таштагольском районе Кемеровской области России. Входит в состав Каларского сельского поселения.

## История
17 декабря 2004 года, в соответствии с Законом Кемеровской области № 104-ОЗ посёлок разъезда вошёл в состав образованного Каларского сельского поселения.

## География
Расположен на правом берегу Анзаса (приток Мундыбаша) вблизи устья, в 37 км к северо-западу от Таштагола. Центральная часть населённого пункта расположена на высоте 351 метров над уровнем моря

## Население
| 2010 |
| ---- |
| 3    |

Гендерный состав
По данным Всероссийской переписи населения 2010 года, в разъезде 517 км проживает 3 человека (2 мужчины, 1 женщина).

## Транспорт
Платформа 517 км жд Юрга-Таштагол.